# Gbaya du Nord-Ouest
Pour les articles homonymes, voir Gbaya.
Le gbaya du Nord-Ouest est une langue nigéro-congolaise de la branche des langues oubanguiennes parlée en République centrafricaine, ainsi qu'au Cameroun. Des locuteurs sont aussi présents au Congo-Brazzaville et en faible nombre au Nigeria.

## Classification
Le gbaya du Nord-Ouest fait partie du sous-groupe oubanguien, classé dans la branche adamawa-oubanguienne des langues nigéro-congolaises.
La langue est un des parlers gbaya.

## Écriture
Paulette Roulon-Doko utilise une transcription phonétique dans ses ouvrages sur le gbaya ɓòdòè. Les voyelles nasales y sont notées avec le tilde souscrit sous la lettre de la voyelle ‹ a̰, ɛ̰, ḭ, ɔ̰, ṵ ›.
| a | b | ɓ | d | ɗ | e | ɛ | f | g | gb | h | i | k | kp | l | m | mb | n | nd | ng | ngb | ɲ | ŋ | nm | p | ɔ | p | r | s | t | u | v | ʋ | w | y | z | ʔ |

Au Cameroun, un alphabet basé sur l’Alphabet général des langues camerounaises est utilisé, notamment dans la traduction de la Bible en gbaya publiée par l’Alliance biblique du Cameroun. Les voyelles nasales y sont notées avec la cédille sous la lettre de la voyelle ‹ a̧, ɛ̧, i̧, ɔ̧, u̧ ›.
| a | b | ɓ | d | ɗ | e | ɛ | f | g | gb | h | i | k | kp | l | m | mb | n | nd | ng | ngb | ny | ŋ | nm | p | ɔ | p | r | s | t | u | v | w | y | z | ’ |